# 1561
1561 (MDLXI) var ett normalår som började en onsdag i den julianska kalendern.

## Händelser

### Mars
- 1 mars – Kullens fyr tänds för första gången. Byggnationen hade beordrats av kung Fredrik II av Danmark. Fyren var av typ papegojfyr.

### April
- 14 april – Arboga artiklar, som minskar hertig Johans, Magnus och Karls makt, införs. Vid det möte som hålls i Arboga används ordet riksdag för första gången.

### Maj
- Maj – Erik XIV inrättar domstolen Höga nämnden, som under 1560-talet kommer att avkunna hundratals dödsdomar.

### Juni
- Juni – Reval begär och erhåller svenskt skydd varvid Estland (landskapen Harrien, Jerwen och Wierland) blir svenskt[1]. Därmed inleds den konflikt med Ryssland och Polen i Baltikum, som kommer att fortgå i 160 år, fram till freden i Nystad 1721. För tillfället skärps, på grund av detta, motsättningarna mellan å ena sidan Sverige och å andra sidan Polen och Lübeck.
- 29 juni – Erik XIV kröns i Uppsala domkyrka. I samband med kröningen införs titlarna greve och friherre i Sverige.

### Okänt datum
- Svenska eskadrar börjar patrullera Östersjön för att skydda handeln från sjörövare.
- En gästgiveriförordning utfärdas i Sverige, genom vilken gästgivare förpliktigas att hålla ordentliga förråd av mat, dryck och hästfoder. Priserna börjar detaljregleras.
- Polen erövrar Livland.
- I secreti della signora Isabella Cortese, ett viktigt verk om alkemin av Isabella Cortese, utkommer i Venedig.

## Födda
- 22 januari – Sir Francis Bacon, engelsk filosof och statsman
- 24 juli – Marie av Pfalz, gift med Karl IX.
- 20 augusti – Jacopo Peri, italiensk kompositör, kallad "operans fader".

## Avlidna
- 21 april – Lucrezia de Medici, hertiginna av Modena.
- 14 juli – Sayyida al Hurra, marockansk drottning och pirat.
- Marie Dentière, schweizisk reformator och teolog.

### Fotnoter
1. ↑  World Statesmen (läst 3 april 2011)